# Гуджарати (език)
Гуджаратският език или гуджарати е индоарийски език, език на гуджаратците, част от голямото семейство на индоевропейските езици, говорен от около 55 милиона души по цял свят.Един от 23-те официални езици на Индия, разпространен в западната част на страната. Официален език на индийския щат Гуджарат. По структурен тип гуджарати заема междинно положение между хинди и маратхийски. Близки до него езици са бхили, кхандеши и саураштри.